# Bistum Yingkou
Das Bistum Yingkou (lat.: Dioecesis Imcheuvensis) ist ein römisch-katholisches Bistum mit Sitz in Yingkou in der Volksrepublik China.

## Geschichte
Papst Pius XII. gründete das Bistum Yinglou mit der Bulle Ne Sacri Pastores am 14. Juli 1949 aus Gebietsabtretungen des Erzbistums Shenyang. Bisher einziger Ortsordinarius war André-Jean Vérineux M.E.P. von 14. Juli 1949 bis 10. Januar 1983.